# ジェイミー・マクデール
ジェイミー・マクデール（Jamie McDell、1992年11月3日 - ）は、ニュージーランドのシンガーソングライター。

## 概要
16歳でアコースティックのデモテープをきっかけにEMI Music NZに採用され、2012年2月に1stシングル『You'll Never Take That Away』をリリース。音楽番組「FOUR live」の「Decent Exposure」のコーナーで取り上げられて話題となり、ニュージーランドのシングルチャートでは、11位にランクインした。

FacebookやTwitter,YouTubeなどのさまざまなソーシャルメディアを利用して、オリジナルの曲やカバーなどの動画を投稿している。
また、彼女は2013年の2月27日にAucklandで行なわれたRonan KeatingのFires Tourにオープニング・アクトとして参加している。彼女は非常にビーチを愛していることでも知られており、「結婚してボートを買ってそこに住みながら歌を書くのが夢」と語っている。

## ディスコグラフィー
| リリース | タイトル                        | チャート最高位 | 認定 (売り上げ) |
| リリース | タイトル                        | NZ             | 認定 (売り上げ) |
| -------- | ------------------------------- | -------------- | --------------- |
| 2012     | All That I Wanted – Acoustic EP | -              | -               |
| 2012     | Six Strings and a Sailboat      | 8              | -               |